# Mae Nam Bang Pakong
Der Mae Nam Bang Pakong (Thai: แม่น้ำบางปะกง; Aussprache: [mɛ̂ː náːm baːŋ pàʔkoŋ]), oder nur Bang Pakong, am Oberlauf Mae Nam Prachin Buri (แม่น้ำปราจีนบุรี), ist ein Fluss im östlichen Teil von Zentralthailand.

## Geografie
Der Fluss hat verschiedene Namen, die sich auch im Laufe der Geschichte geändert haben. Seine Quellen sind der Khlong Phra Sathung, der nicht weit entfernt von der Grenze nach Kambodscha an den nördlichen Hängen der Chanthaburi-Berge in einer Höhe von 500 bis 600 Metern entspringt, und der Khlong Phra Prong, der in einer Höhe von 600 bis 700 Metern in den San-Kamphaeng-Bergen entspringt. Diese beiden Flüsse vereinigen sich westlich von Sa Kaeo zum Mae Nam Phra Satung. Dieser beschreibt einen Halbkreis und fließt durch Kabin Buri, wo er seinen Namen in Mae Nam Prachin (auch Mae Nam Prachin Buri) ändert. Er fließt dann auf seinem Weg zum Golf von Thailand durch die Stadt Prachin Buri und vereinigt sich schließlich im Amphoe Ban Sang in der Provinz Prachin Buri mit dem Mae Nam Nakhon Nayok, der aus dem Nordwesten kommt und eine Länge von 110 Kilometern hat. 
Der Mae Nam Bang Pakong hat eine Gesamtlänge von etwa 294 Kilometern, sein Einzugsgebiet umfasst etwa 19.000 km².

## Wirtschaftliche Bedeutung
Der Bang Pakong liegt in der Bangkok-Ebene auf der gleichen Höhe wie der Mae Nam Chao Phraya (Chao-Phraya-Fluss). Ein weit verzweigtes Netzwerk von Kanälen (Khlong) verbindet beide Flusssysteme. Die Kanäle dienen zur Bewässerung und Entwässerung, werden aber auch als Transportwege genutzt. Sie bilden eine schiffbare Verbindung bis hin zum Mae Nam Mae Klong im westlichen Teil der Ebene. In der Vergangenheit wurden diese künstlichen Wasserstraßen als Quelle des Wohlstands angesehen, was sich schon aus ihren Namen herleitet: Phasi Charoen – „Gewinn und Erfolg“, Damnoen Saduak – „angenehmer Königsweg“, und so weiter. Sie boten Zugang zu den Bezirken außerhalb der Metropolen, da zu jener Zeit Straßen praktisch nicht existierten.